# .mz
.mz는 모잠비크의 인터넷 국가 코드 최상위 도메인이다. 등록은 다음의 2차 도메인 co.mz, org.mz, gov.mz, edu.mz 아래의 3차 도메인에서 가능하다.